# قانون انتخابات مجلس شورای اسلامی
در اواخر مجلس سوم و در آستانه انتخابات مجلس چهارم، ماده ۳ قانون انتخابات مصوب ۱۳۶۲ توسط شورای نگهبان به نظارت استصوابی و لازم‌الاجرا تفسیر شد. ماده ۳ بیان می‌دارد که «نظارت شورای نگهبان عام و در تمام مراحل و کلیه امور مربوط به انتخابات» است.
در نتیجه این تفسیر، ۸۰ نفر از نامزدهای جناح چپ و همسو با مجمع روحانیون مبارز، از جمله ۴۰ نماینده دوره سوم، رد صلاحیت شدند. این امر به انتقاد شدید جناح چپ به شورای نگهبان و متهم کردن آن به طرفداری از جناح راست انجامید.